# Клепини
Клепѝни (на гръцки: Κλεπίνη; на турски: Arapköy) е село в Кипър, окръг Кирения. Според статистическата служба на Северен Кипър през 2011 г. селото има 542 жители.
Де факто е под контрола на непризнатата Севернокипърска турска република.